# ملاسانيات
الملاسانيات (الاسم العلمي: Leotiomycetidae) هي تحت طائفة من الفطريات تتبع طائفة الملاسانية من شعيبة الفنجانينية.

## تصنيف
رتبة: المسماريات
فصيلة: Ascocorticiaceae
فصيلة: Bulgariaceae
فصيلة: Cudoniaceae
فصيلة: Cyttariaceae
فصيلة: ديرميات
فصيلة: Geoglossaceae
فصيلة: Heliotiaceae
فصيلة: Hemiphacidiaceae
فصيلة: Hyaloscyphaceae
فصيلة: الملاسية
فصيلة: Loramycetaceae
فصيلة: Phacidiaceae
فصيلة: Rustroemiaceae
فصيلة: صليباوات
فصيلة: Vibrisseaceae
رتبة: Medeolariales
فصيلة: Medeolariaceae
رتبة: رثميات
فصيلة: Ascodichaenaceae
فصيلة: فطريات متخفية
فصيلة: Cudoniaceae
فصيلة: رثمية
رتبة: Thelebolales